# Karl Weigand

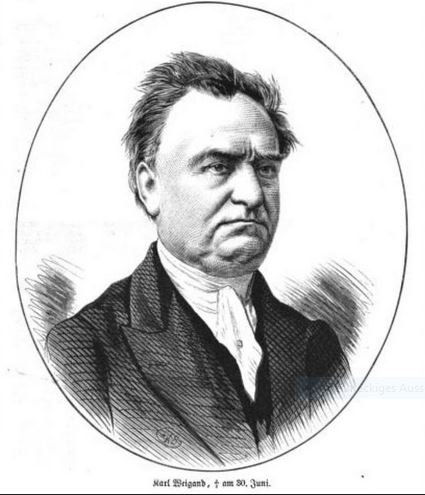
Karl Weigand

Friedrich Ludwig Karl Weigand (* 18. November 1804 in Nieder-Florstadt; † 30. Juni 1878) war ein deutscher Wortführer der «historischen» Rechtschreibung.

## Leben
Weigand besuchte von 1821 bis 1824 das Schullehrerseminar zu Friedberg, war dann mehrere Jahre Erzieher im Haus des Generals von Müffling in Mainz und bezog 1830, nachdem er sich inzwischen durch Privatstudien zur Reifeprüfung vorbereitet hatte, die Universität Gießen, wo er bis 1833 Theologie und Philologie studierte.
In weiterer Folge war er Lehrer an der Realschule zu Michelstadt, 1837 an der Provinzialschule in Gießen, deren Leitung er von 1855 bis 1867 innehatte, und erhielt 1846 zugleich die Ordination als evangelischer Geistlicher. Nachdem er bereits 1849 an der Gießener Universität begonnen hat Vorlesungen über deutsche Philologie und Literatur zu halten, wurde er 1851 zum außerordentlichen, 1867 zum ordentlichen Professor für jene Fächer ernannt.
Nach Jacob Grimms Tod (1863) übernahm er mit Rudolf Hildebrand die Fortführung des Deutschen Wörterbuchs der Brüder Grimm, an dem er von Anbeginn den tätigsten Anteil genommen hatte.

## Veröffentlichungen (Auswahl)
- Kurze deutsche Sprachlehre (Mainz 1838)
- Wörterbuch der Deutschen Synonyme (2. Ausg., Mainz 1852, 3 Bde.), das erste Werk auf dem Gebiet der deutschen Synonymik, das von der historischen Erforschung der Sprache ausging
- Untersuchungen über oberhessische Ortsnamen (1853)
- Deutsches Wörterbuch (ursprünglich 3. umgearbeitete Auflage von Friedrich Jakob Schmitthenners Kurzem deutschen Wörterbuch; 4. [6.] Aufl., Gießen 1880, 2 Bde.)